# Ture Hedman
Ture Eskil Hedman (Stockholm, 1895. december 18. – Stockholm, 1950. augusztus 3.) olimpiai bajnok svéd tornász.
Az 1920. évi nyári olimpiai játékokon indult tornában és a svéd rendszerű csapat összetettben aranyérmes lett.
Klubcsapata a Stockholms GF volt.